# Geoglobus
Geoglobus es un género de microorganismos hipertermófilos pertenecientes al dominio Archaea. Comprende una única especie, G. ahangari, aislada en la cuenca Guaymas, un sistema de fuentes hidrotermales localizado en el Golfo de California. Como organismo hipertermófilo crece óptimamente a una temperatura de 88 °C y no puede crecer a temperaturas inferiores a 65 °C o superiores a 90 °C. Posee una pared celular de tipo capa S y un único flagelo.
G. ahangari es un organismo anaerobio que usa soluciones pobres de hierro férrico (Fe3+) como receptor terminal de electrones. Puede crecer tanto autotróficamente usando gas hidrógeno (H2) como heterotróficamente usando números compuestos orgánicos, incluyendo varios tipos de ácidos grasos como fuente de energía. G. ahangari fue la primera archaea aislada capaz de usar hidrógeno acoplado a la reducción del hierro como fuente de energía y el primer anaerobio aislado capaz de usar largas cadenas de ácidos grasos como fuente de energía.